# Israel Rubio
Israel José Rubio Rivero (11 de janeiro de 1981) é um halterofilista venezuelano.
Rubio terminou originalmente na quarta posição a disputa da categoria até 62 kg do halterofilismo nos Jogos Olímpicos de Verão de 2004, mas, com a descoberta do doping do terceiro colocado, o grego Leonidas Sampanis, herdou a medalha de bronze.
Nos Jogos de Pequim, Rubio ficou em décimo terceiro lugar na categoria até 69 kg.
Em Jogos Pan-Americanos, Rubio possui uma medalha de bronze na categoria até 62 kg, conquistada em Santo Domingo 2003 e um ouro em Guadalajara 2011.